# Athetis microtera
Athetis microtera là một loài bướm đêm trong họ Noctuidae.